# El Pollo de Moià

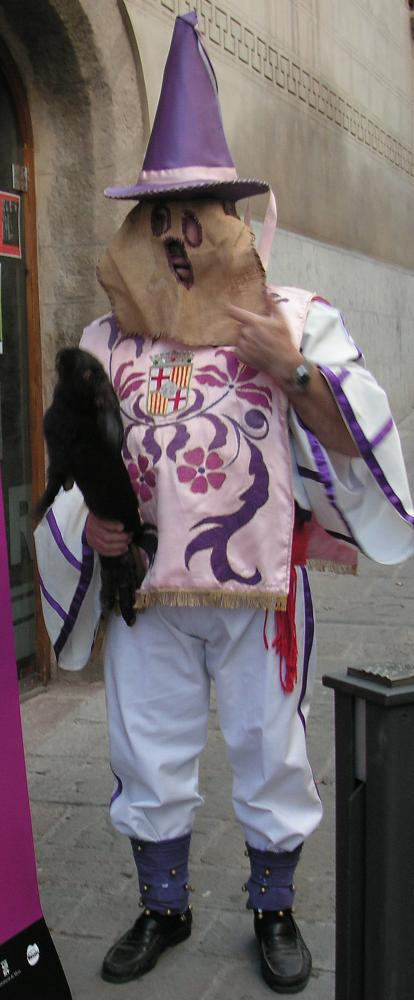
El Pollo de Moià

El Pollo és un dels personatges més emblemàtics del folklore moianès. Es tracta d'un esparriot, un d'aquells personatges que, vestits de manera estrafolària i armats amb un artefacte amenaçador, obrien pas i posaven ordre en les processons i celebracions festives. A més és segurament l'únic esparriot que no empra un capgròs per cobrir-se que es manté viu en el folklore català.

## Història
El seu origen és incert, però es creu que prové de l'edat mitjana. Les primeres referències escrites són del 1789, quan era conegut com a jutge de les pellisses i es relacionava amb la festa de la gent jove, Sant Joan Evangelista, el 27 de desembre, i amb els dies de l'any coneguts com a llibertats de desembre.
Des de principis del segle xix està documentada la seva relació amb els balls dels Garrofins i de les Gitanes, propis de la festa de Sant Sebastià, a més de sortir també per Sant Antoni i alguna altra data assenyalada. A partir de la dècada de 1860 l'esparriot moianès canvia el nom de jutge pel castellanisme pollo, sinònim de jove, presumit o fatxenda.
A principis del segle XX s'incorporà a la Festa Major –juntament amb els gegants- i a la processó de Corpus. Actualment exerceix la seva autoritat en les festes i cercaviles. Per fer-ho porta una pell de conill embolicada amb un bastó que utilitza com a arma per a obrir pas a la cercavila. La canalla l'escridassen per provocar-lo amb el seu nom complet: Pollo Matapuces o Pollo Matapuces Robaescaroles.

## Vestuari
El Pollo té diferents composicions de vestuari que utilitza segons la sortida que fa. El vestit senzill o de Sant Antoni, està compost de camisola de color, dalmàtica vermella, màscara de roba de sac. El vestit de Festa Major o de Sant Sebastià porta camisola blanca, dalmàtica blanca i màscara de roba de sac o de drap blanc. En qualsevol dels dos casos, l'acompanyen al vestit un barret punxegut, pantalons blancs, espardenyes de vetes i una defensa amb pell de conill.
Abans del 1839 existia un únic vestit del Pollo, que fou cremat aquell any. El 1841 la Confraria de Sant Sebastià en feu un de nou i va convidar a les altres administracions a utilitzar-lo, pagant part de les despeses: sense èxit, ja que poc després la Confraria de Sant Antoni en devia fer un altre. Sembla que fou aleshores quan s'inicià la distinció entre el Pollo de Sant Sebastià (el patró de la vila), amb el vestit més luxós, i el de Sant Antoni (el patró dels traginers), amb un vestit més senzill, també utilitzat per Sant Joan Evangelista. El barret cònic amb cintes de seda que porta el Pollo de Sant Sebastià no es va incorporar al vestit fins a l'any 1863
El 2012 el Pollo de Moià va ser present en una exposició d'esparriots al Palau Moja de Barcelona.